# Japanische Badmintonmeisterschaft 1951
Die Japanische Badmintonmeisterschaft 1951 war die fünfte Austragung der nationalen Titelkämpfe im Badminton in Japan. Sie fand in Tenri statt.		

## Titelträger
| Disziplin    | Sieger                        |
| ------------ | ----------------------------- |
| Herreneinzel | Toshihide Hirota              |
| Dameneinzel  | Etsuko Nobori                 |
| Herrendoppel | Toshihide Hirota Michiaki Oka |
| Damendoppel  | Ayaka Horie Hisako Hota       |
| Mixed        | Hirotoshi Shibuya Nobu Kojima |